# Фролова, Людмила Юрьевна
Людмила Юрьевна Фролова (род. 18 августа 1938, Москва) — советский и российский биохимик и молекулярный биолог, доктор биологических наук, профессор, заведующая Лабораторией структурно-функциональной геномики в Институте молекулярной биологии им. В. А. Энгельгардта РАН, автор более 120 научных работ, опубликованных в международных и отечественных научных журналах.
Лауреат Государственной премии СССР в области науки и техники (1979).

## Биография
Родилась 18 августа 1938 года в Москве в семье физиолога Юрия Петровича Фролова (1892—1967), ученика и сотрудника И. П. Павлова. В 1960 году окончила биолого-почвенный факультет МГУ им. М. В. Ломоносова, кафедру биохимии растений, возглавляемую академиком А. Н. Белозерским (впоследствии — кафедра молекулярной биологии).
После окончания МГУ начала работать в Институте радиационной и физико-химической биологии РАН в лаборатории В. А. Энгельгардта. С 1965 года институт был переименован в Институт молекулярной биологии, где Л. Ю. Фролова работает вплоть до настоящего времени. В 1995 году защитила докторскую диссертацию по теме «Гены высших эукариот, кодирующие факторы трансляции и триптофанил-тРНК-синтетазу: структурный и функциональный анализ». Цель работы состояла в синтезе in vitro, структурном и функциональном анализе генов высших эукариот и их белковых продуктов, участвующих в биосинтезе белков. Практическое значение этих результатов для биотехнологии состоит в возможности синтезировать in vitro любой нужный ген независимо от его структуры, происхождения и размеров. В диссертации приведены результаты по впервые установленным структурам двух факторов терминации трансляции эукариот. Статья по идентификации фактора терминации первого класса eRF1 опубликована в журнале Nature [Frolova et al., Nature, 372, 701, 1994]. Успех этой работы был отмечен специальным комментарием в том же журнале.
Цикл работ (1995—2013), получивший в 2013 г премию РАН им. А. Н. Белозерского, посвящен изучению молекулярных основ терминации трансляции белкового синтеза эукариот и структурно-функциональным свойствам двух факторов терминации трансляции — eRF1 и eRF3. Л. Ю. Фролова докладывала свои работы на международных научных конференциях по тРНК и рибосомам, а также успешно работала в лабораториях Чехии, Италии, Франции и Дании.
С 2008 года заведует лабораторией структурно-функциональной геномики в ИМБ РАН. Лаборатория является мировым лидером в изучении терминации трансляции эукариот. В 1976—2008 годах эту лабораторию возглавлял выдающийся ученый академик Л. Л. Киселёв (1936—2008), коллега и муж Л. Ю. Фроловой. Исследования Л. Ю. Фроловой и Л. Л. Киселёва в области белкового синтеза внесли значительный вклад в понимание механизма терминации трансляции у эукариот.
Среди других направлений научной деятельности лаборатории — исследования в области онкогеномики, решающие важную научную проблему изучения молекулярно-генетических основ опухолеобразования и опухолевой прогрессии. Полученные результаты вносят значительный вклад в теорию канцерогенеза и могут стать основой для разработки диагностических тестов при опухолевых заболеваниях.

## Семья
Муж — молекулярный биолог и биохимик Лев Львович Киселёв (1936—2008), академик РАН (2000), член Европейской Академии, член Европейской организации молекулярной биологии (EMBO), член международной организации по изучению генома человека, руководитель Российской национальной программы «Геном человека» (1995—2002 гг).
Дочь — Ксения Львовна Киселёва (род. 1969), филолог, лингвист, старший научный сотрудник Института русского языка им. В. В. Виноградова РАН, главный редактор журнала Psychologies (2014—2017), с 2017 года — главный редактор онлайн-издания «Что и требовалось доказать».

## Награды
- Государственная премия СССР 1979 г. в составе коллектива отечественных и зарубежных ученых под руководством академика В. А. Энгельгардта — за цикл работ по проекту «Обратная транскриптаза (ревертаза)» (1973—1977), посвящённому ферментативному синтезу структурных генов.
- Премия имени А. Н. Белозерского 2013 г. (совместно с Л. Л. Киселёвым, посмертно) — за цикл работ «Структурно-функциональные исследования факторов терминации трансляции эукариот»[5].

## Избранные научные статьи
- 2017 Exploring contacts of eRF1 with the 3?-terminus of the P site tRNA and mRNA stop signal in the human ribosome at various translation termination steps. Biochimica et Biophysica Acta (BBA), 1860(7), 782—793.
- 2016 Chemical footprinting reveals conformational changes of 18S and 28S rRNAs at different steps of translation termination on the human ribosome RNA, 22(2), 278—289.
- 2014 Optimal translational termination requires C4 lysyl hydroxylation of eRF1. Mol Cell, 53(4), 645—654.
- 2006 In vitro reconstitution of eukaryotic translation reveals cooperativity between release factors eRF1 and eRF3. Cell, 125, 1125—1136.
- 2003 Termination of translation: Interplay of mRNA, rRNAs and release factors? EMBO J., 22, 175—182.
- 1999 Mutations in the highly conserved GGQ motif of class I polypeptide release factors abolish ability of human eRF1 to trigger peptidyl-tRNA hydrolysis. RNA, 5, 1014—1020.
- 1996 Eukaryotic polypeptide chain release factor eRF3 is an eRF1- and ribosome-dependent guanosine triphosphatase. RNA, 2, 334—341.
- 1995 Termination of translation in eukaryotes is governed by two interacting polypeptide chain release factors, eRF1 and eRF3. EMBO J., 14, 4066-4072.
- 1994 A highly conserved eukaryotic protein family possessing properties of polypeptide chain release factor. Nature, 372, 701—703.
- 1993 Interferon inducibility of mammalian tryptophanyl-tRNA synthetase: new perspectives. Trends Biochem. Sci., 18, 263—267.